# یواس‌اس سوسی (دی‌ئی-۲۴۸)
یواس‌اس سوسی (دی‌ئی-۲۴۸) (به انگلیسی: USS Swasey (DE-248)) یک کشتی بود که طول آن ۳۰۶ فوت (۹۳ متر) بود. این کشتی در سال ۱۹۴۳ ساخته شد.